# Фенілбутазон
Фенілбутазон (англ. Phenylbutazone, лат. Phenylbutazonum, Бутадіон) — синтетичний препарат, що є похідним піразолідину та належить до групи нестероїдних протизапальних препаратів. Фенілбутазон уперше синтезований у 1946 році у лабораторії компанії «Ciba-Geigy AG», та застосовувався у широкій клінічній практиці з 1949 року. Фенілбутазон застосовувався як перорально, так і парентерально (у складі комбінованих препаратів з амінофеназоном), у літературі описано також можливість ректального застосування препарату; але у зв'язку із частими побічними ефектами, особливо гематологічними (агранулоцитоз та апластична анемія), а також з боку травної системи, застосування препарату у більшості країн світу припинено або суттєво обмежено. В Україні фенілбутазон застосовується виключно місцево.

## Фармакологічні властивості
Фенілбутазон — синтетичний препарат, що є похідним піразолідину та належить до групи нестероїдних протизапальних препаратів. Механізм дії препарату, як і інших представників групи нестероїдних протизапальних препаратів, полягає у інгібуванні ферменту циклооксигенази, яка забезпечує перетворення арахідонової кислоти у простагландини. Фенілбутазон є неселективним інгібітором циклооксигенази, і діє як на циклооксигеназу 1 типу (ЦОГ-1), так і на циклооксигеназу 2 типу (ЦОГ-2). Фенілбутазон має виражений жарознижувальний та знеболювальний ефект, пригнічує синтез АТФ-залежного мукополісахариду та знижує концентрацію сечової кислоти у крові. Фенілбутазон широко застосовувався для лікування ревматологічних захворювань, особливо анкілозуючого спондилоартриту та подагри, застосовувався фенілбутазон також як   жарознижувальний препарат при злоякісних пухлинах і захворюваннях крові та інфекційних захворюваннях, але у зв'язку зі значною кількістю побічних ефектів при застосуванні препарату його застосування різко обмежене, незважаючи на виражену протизапальну дію, яка рівнозначна дії таких препаратів, як диклофенак і індометацин. Окрім цього, фенілбутазон має антикоагулянтну дію, що полягає у гальмуванні агрегації тромбоцитів та зниженні активності тромбіну. Особливістю фармакокінетики фенілбутазону є те, що він має дуже великий період напіввиведення — за різними даними, від 18—21 годин до 70 годин, а згідно деяких джерел, і до 175 годин. Іншою особливістю фенілбутазону є також те, що при значному збільшенні дози препарату його надлишок не зв'язується з білками плазми крові, і тому метаболізується швидше, тому при застосуванні надлишкової дози фенілбутазону не спостерігається подальшого збільшення його концентрації в крові. Фенілбутазон має здатність пригнічувати метаболізм деяких препаратів (ацетилсаліцилової кислоти, ацетилхоліну, пероральних антикоагулянтів, у тому числі варфарину, пероральних протидіабетичних препаратів, сульфаніламідів, барбітуратів); знижує виділення нирками пеніциліну, парааміносаліцилової кислоти та амінофеназону; та посилює метаболізм іміпраміну, дифеніну, гризеофульвіну та цефалоспоринів.

### Фармакокінетика
Фенілбутазон швидко і добре всмоктується при пероральному застосуванні, максимальна концентрація препарату в крові досягається протягом 2 годин при пероральному застосуванні, а при внутрішньом'язовому застосуванні протягом 6—8 годин, що пов'язано зі зв'язуванням фенілбутазону із тканинами в місці ін'єкції. Біодоступність препарату становить 85—90 %. Фенілбутазон добре зв'язується з білками плазми крові, проникає через плацентарний бар'єр та виділяється в грудне молоко. Метаболізується препарат у печінці з утворенням як активних (один із яких, оксифенбутазон, також застосовувався як протизапальний препарат), так і неактивних метаболітів. Виводиться фенілбутазон з організму переважно із сечею у вигляді метаболітів, частково виводиться з калом. Період напіввиведення препарату становить у середньому 70 годин, цей час може збільшуватися при порушеннях функції печінки та нирок.

## Показання до застосування
Фенілбутазон широко застосовувався для лікування ревматологічних захворювань (ревматоїдного артриту, анкілозуючого спондилоартриту, подагри, артритах), невралгіях, гінекологічних захворюваннях, іриті та іридоцикліті, як самостійний препарат, так і в комбінації з амінофеназоном. Натепер препарат застосовується переважно місцево при травмах, хімічних або сонячних опіках, запаленні гемороїдальних вузлів, фантомних болях, при запаленні в місцях внутрішньовенних або внутрішньом'язових ін'єкцій, як доповнення до антикоагулянтної терапії при поверхневому тромбофлебіті.

## Побічна дія
Згідно даних літератури, при застосуванні фенілбутазону побічні явища спостерігаються у 45 % випадків. Частими та найбільш небезпечними побічними ефектами препарату є гематотоксичні реакції — агранулоцитоз та апластична анемія, які можуть призвести до смерті хворих. Частіше такі реакції спостерігаються при застосуванні препарату в жінок, у осіб старших 40 років, та при тривалому застосуванні препарату. Серед інших гематологічних побічних реакцій можуть також спостерігатися гемолітична анемія, панцитопенія, лейкопенія, тромбоцитопенія та лімфаденопатія.
При застосуванні фенілбутазону також часто спостерігаються побічні ефекти з боку травної системи. Найчастішими з них є ерозивні ураження слизових шлунково-кишкового тракту, загострення виразкової хвороби, шлунково-кишкові кровотечі, діарея, виразковий стоматит, ураження слинних залоз, іноді також порушення функції печінки.
Характерними побічними ефектами при застосуванні фенілбутазону є побічні ефекти з боку серцево-судинної системи та дихальної системи. При застосуванні препарату часто може спостерігатися затримка рідини, яка проявляється периферичними набряками, а також спостерігається погіршення перебігу серцевої недостатності. При застосуванні фенілбутазону може також спостерігатись легеневий дистресс-синдром, симптомами якого є задишка та гарячка. Алергічна реакція на препарат може проявлятись також у вигляді бронхоспазму.
Побічні ефекти з боку нервової системи при застосуванні фенілбутазону характеризуються загальмованістю або збудженням, а також явищами тремору. З боку сечовидільної системи побічними ефектами препарату є протеїнурія та гематурія.
Серед побічних ефектів з боку шкірних покривів можуть спостерігатися як легкі у вигляді висипань на шкірі, так і важкі побічні реакії у вигляді синдрому Стівенса-Джонсона і синдрому Лаєлла. З боку шкірних покривів побічна реакція на препарат може проявлятися у вигляді загострення порфірії.

## Протипокази
Фенілбутазон протипоказаний при підвищеній чутливості до препарату та інших нестероїдних протизапальних препаратів, загостренні виразкової хвороби шлунку та дванадцятипалої кишки, шлунково-кишковій кровотечі, порушеннях кровотворення, хворобах щитоподібної залози, виражених порушеннях функції печінки та нирок, бронхіальній астмі, важкій серцевій недостатності або серцево-легеневій недостатності, аритміях, вагітності та годуванні грудьми. При місцевому застосуванні препарат протипоказаний також при екземі та трофічних ураженнях шкіри.

## Форми випуску
Фенілбутазон випускався у вигляді таблеток по 0,03; 0,05 та 0,15 г; випускається у вигляді 5 % мазі в тубах по 20 г. Фенілбутазон також разом із амінофеназоном входив до складу комбінованих препаратів «Реопірин» та «Пірабутол»; а також разом із дексаметазоном, лідокаїном та ціанокобаламіном до складу препарату «Амбене».

## Застосування у ветеринарії
Фенілбутазон часто застосовується, особливо в США, для лікування коней при інфекційних захворюваннях як жарознижувальний засіб, та при захворюваннях опорно-рухового апарату та травмах як знеболювальний та протизапальний засіб. Часте застосування цього препарату для лікування коней зумовило перевірку усіх м'ясних продуктів у Великій Британії під час м'ясного скандалу 2013 року, під час якого фенілбутазон у м'ясних виробах не був виявлений. Рідше фенілбутазон застосовується для лікування собак.